# Лактостаз
Лактоста́з (от лат. lac «молоко» + др.-греч. στάσις «стояние; неподвижность») — застой молока в протоках молочных желез, одно из осложнений грудного вскармливания. 
Молочная железа женщины в среднем состоит из 15-25 ацинусов, в которых синтезируется молоко. Ацинусы соединены с соском протоками. Лактостаз возникает в результате молочной пробки, которая препятствует выделению секрета железы во внешнюю среду, когда ацинус в течение нескольких дней не освобождается от своей продукции или один из протоков пережимается, что приводит к застою молока в одном или нескольких сегментах молочной железы. Длительно сохраняющийся лактостаз заканчивается неинфицированным маститом.  

## Причины возникновения лактостаза
- Физическое пережимание млечных протоков: тесный бюстгальтер, сон на животе, придерживание груди при кормлении пальцами (при этом пальцы могут закупоривать некоторые протоки)
- Нерегулярное или недостаточное опорожнение груди вследствие одной из причин: неправильный захват соска у ребенка, нерегулярные прикладывания ребенка к груди, неполное опорожнение груди из-за провисания нижней её части
- Узкие протоки молочных желез
- Чрезмерная выработка грудного молока молочной железой
- Обезвоживание
- Стрессы, переутомление и недосыпание
- Травмы и ушибы груди
- Переохлаждение груди.

## Симптомы лактостаза
- Болезненные ощущения в молочной железе
- Уплотнения в молочной железе, которые можно прощупать пальцами
- Иногда покраснение участков кожи на молочной железе
- После или в процессе опорожнения груди возникают болезненные ощущения, дискомфорт.
- Иногда — неспецифические гриппоподобные симптомы: температура, слабость, озноб

## Диагностика
Диагностировать лактостаз можно при врачебном осмотре. Доктор оценивает состояние здоровья кормящей женщины, визуально и посредством пальпации осматривает молочные железы. Самостоятельно узнать о лактостазе невозможно из-за существования ряда других заболеваний с аналогичными симптомами. Для исключения схожих заболеваний и подтверждения диагноза, врачу необходимо изучить результат общего анализа крови. При наличии лактостаза в крови наблюдаются незначительные показатели лейкоцитоза и повышенные показатели СОЭ. Выявить заболевание можно при помощи УЗИ, при котором врач видит на экране расположение и количество заблокированных протоков. Ультразвуковые исследования дают наиболее достоверные данные, исключая наличие схожих заболеваний молочной железы. Для подтверждения отсутствия инфекции в очаге лактостаза грудное молоко отправляют на бактериологический посев. Анализ показывает, безопасно ли вскармливание для малыша и не содержатся ли в молоке патогенные микроорганизмы. В редком случае необходима биопсия груди с углубленным изучением биоматериала. Этот способ исключает образование в молочной железе доброкачественных или злокачественных опухолей.

## Меры устранения лактостаза
- Необходимо обратиться за консультацией к специалисту: к акушеру, в женскую консультацию, к маммологу. Особенно, при повышении температуры тела до 38 градусов.
- Стоит помнить, что лактостаз, не устранённый в течение двух дней, может привести к маститу.
- Необходимо проверить правильность прикладывания малыша к груди. Если ребёнок не сосет или сосет плохо — необходимо сцеживать молоко вручную или отсосом, а также скорректировать захват соска у ребенка.
- По возможности часто прикладывать ребенка к больной груди, не забывая о здоровой
- Избегать кормления ребенка из бутылочки, так как это нарушает технику сосания груди. При необходимости прикорма давать его другим способом, например, из ложки.
- Регулярный массаж груди мягкими и плавными движениями от периферии к центру. При этом нельзя сильно сдавливать ткани
- Перед прикладыванием прикладывать сухое тепло на грудь, чтобы облегчить выделение молока.
- Можно принимать теплый душ или теплую ванную перед кормлениями — это облегчает выделение молока.
- После кормления прикладывайте холод на 15-20 минут. Это уменьшает отёк, боль и воспаление.
- Соблюдать адекватный водно-солевой режим, ограничивать жидкость нельзя — необходимо пить достаточно, чтобы не испытывать жажду.
- Желательно сцеживать больную грудь перед кормлением.

## Профилактика лактостаза
- Кормление по требованию, что обеспечивает наиболее частое и полное опорожнение груди
- Правильное прикладывание к груди со сменой поз при необходимости, чтобы младенец мог высосать молоко из разных областей груди.
- Отсутствие сильного сдавливания пальцами железы при кормлении
- Сон на спине или на боку
- Правильно подобранный бюстгальтер
- Избегание переохлаждения, травм и ушибов груди